# Autodesk 3ds Max
Autodesk 3ds Max er et avanceret computerprogram til fremstilling af 3d-billeder eller 3d-animationer. Mange professionelle firmaer bruger dette program, som f.eks. det danske IO Interactive. I industrien er dette program dog mest brugt til at lave computerspil, mens programmet Maya er brugt til film og filmeffekter. Programmet er en alt-i-en-pakke, og indeholder dermed alt man skal bruge til at modellere, animere, rendere, osv.